# Pixeline Skolehjælp: Engelsk 2 – Pixeline goes to London
Pixeline Skolehjælp: Engelsk 2 – Pixeline goes to London er det syvende spil i Pixeline Skolehjælp serien. Spillet er fra 2006 og er udgivet af Krea Media. 
Spillet starter med at Pixeline tager til London. Her skal hun hjælpe inspektør Scotty og Betjent Bobby med at fange mestertyvene Mr Blue Potato, Mr Red Potato og Mr Yellow Potato.
På Scotland Yard hovedkvateret er der et kort der viser de fem gerningssteder som det er gået ud over. 
Undervejs i spillet skal man hjælpe en raven der har set Mr Potato stjæle viserne på det berømte ur Big Ben. Herefter skal man så indstille viserne på forskelige klokkeslæt , som raven angiver. Derefter skal man så klister nogle navneskilte tilbage på nogle af disse ting der står på museet. Den ting der så er tilbage er så den stjålet ting. Derudover skal man hjælpe med at sætte Tower Bridge sammen igen. Dette gøres ved at sætte de rette bro elementer tilbage igen, ved at danne en korrekt sætning som f.eks “Today it is Saturday”. 
Senere i Tower of London skal man ud og finde kronjuvelerne ned i slottes kælder. Her bliver man anvist af Bobby om man skal gå til højre eller venstre. Derefter skal man opklare hvor Lord Nelsons statue er. Tre duer hjælp er med til at opklare hvad der er sket. Duerne har vært et ord, som skal placeres i en sætning i den rigtige sammenhæng.
Til sidste skal man finde ud af hvor Mr Potato er og fange ham, og få ham hjem til Scotland Yard. Gør man ikke det mister man et spor, og må klare sporet igen.